# Rígsþula
Die Rígsþula (altnordisch  „Ballade“ oder „Lied von Rig“), auch Rigst(h)ula oder Rígsmál, ist ein isländisches Götterlied, das in einer einzigen Handschrift, dem Codex Wormianus überliefert ist, der Mitte des 14. Jahrhunderts entstand. 
Erzählt wird, wie der ansonsten unbekannte Gott Ríg dreimal auf die Erde besucht und dabei nacheinander die Ahnherren der Knechte, der freien Bauern und der Adligen zeugt, die sich in ihrem Aussehen unterscheiden: Während Þræl (Thräl), der Knecht, als „schwarz von Haut“ beschrieben wird, ist Karl, der Bauer, „rot“, während Jarl, der Adlige, „lichte Locken“ und „leuchtende Wangen“ hat. Der Mythos erklärt also den Ursprung der Stände. 
Die Wissenschaft beschäftigt insbesondere das Alter dieses Mythos. Die Prosaeinleitung der Rígsþula setzt Ríg mit dem Gott Heimdall gleich. In der Völuspá-Fassung des Codex regius heißt es, dass die Menschen seine Söhne seien. Eine Parallele gibt es in den indischen Mythen, in denen der Gottkönig Manu die Kasten erschafft. 
Nach anderer Meinung ist das Lied jedoch nicht viel älter als seine Niederschrift und stellt das Kunstwerk eines einzelnen dar. Es spiegelt wohl die gesellschaftlichen Verhältnisse der ersten Hälfte des 13. Jahrhunderts in Norwegen wider, die es so noch nicht einmal zur Wikingerzeit gegeben hatte. Der Skandinavist Karl G. Johansson glaubt, dass die Identifikation von Rig und Heimdallr eine Erfindung des Kompilators des Codex Wormianus ist. Daher könne die Rígsþula nicht als Quelle für die nordische Mythologie und Heimdallrs Rolle in ihr herangezogen werden.